# Championnats d'Europe d'athlétisme en salle 1996
Navigation
Les 24e Championnats d'Europe d'athlétisme en salle se sont déroulés du 8 au 10 mars 1996 au Globen de Stockholm, en Suède.

## Résultats

### Hommes
| Épreuves         | Or                                     | Argent                                     | Bronze                                      |
| 60 m             | Marc Blume Allemagne 6 s 62            | Jason John Royaume-Uni 6 s 64              | Peter Karlsson Suède 6 s 64                 |
| 200 m            | Erik Wijmeersch Belgique 21 s 04       | Aléxios Alexópoulos Grèce 21 s 05          | Torbjörn Eriksson Suède 21 s 07             |
| 400 m            | Du'aine Ladejo Royaume-Uni 46 s 12     | Pierre-Marie Hilaire France 46 s 82        | Ashraf Saber Italie 46 s 86                 |
| 800 m            | Roberto Parra Espagne \|1 min 47 s 74  | Giuseppe D'Urso Italie 1 min 48 s 04       | Wojciech Kałdowski Pologne 1 min 48 s 40    |
| 1 500 m          | Mateo Cañellas Espagne 3 min 44 s 50   | Anthony Whiteman Royaume-Uni 3 min 44 s 78 | Abdel-Kader Chékhémani France 3 min 45 s 96 |
| 3 000 m          | Anacleto Jiménez Espagne 7 min 50 s 06 | Christophe Impens Belgique 7 min 50 s 19   | Panayotis Papoulias Grèce 7 min 50 s 80     |
| 60 mètres haies  | Igors Kazanovs Lettonie 7 s 59         | Guntis Peders Lettonie 7 s 65              | Jonathan N'Senga Belgique 7 s 66            |
| Saut en hauteur  | Dragutin Topić Yougoslavie 2,35 m      | Leonid Pumalainen Russie 2,33 m            | Steinar Hoen Norvège 2,31 m                 |
| Saut à la perche | Dmitriy Markov Biélorussie 5,85 m      | Viktor Chistyakov Russie 5,80 m            | Pyotr Bochkaryov Russie 5,80 m              |
| Saut en longueur | Mattias Sunneborn Suède 8,06 m         | Bogdan Tarus Roumanie 8,03 m               | Spyros Vasdekis Grèce 8,03 m                |
| Triple saut      | Mâris Bružiks Lettonie 16,97 m         | Francis Agyepong Royaume-Uni 16,93 m       | Armen Martirosyan Arménie 16,74 m           |
| Lancer du poids  | Paolo Dal Soglio Italie 20,50 m        | Dirk Urban Allemagne 20,04 m               | Oliver-Sven Buder Allemagne 19,91 m         |
| Heptathlon       | Erki Nool Estonie 6 188 points         | Tomáš Dvořák Tchéquie 6 114 points         | Jón Arnar Magnússon Islande 6 069 points    |

### Femmes
| Épreuves         | Or                                      | Argent                                      | Bronze                                   |
| 60 m             | Ekaterini Thanou Grèce 7 s 15           | Odiah Sidibé France 7 s 15                  | Jerneja Perc Slovénie 7 s 28             |
| 200 m            | Sandra Myers Espagne 23 s 15            | Erika Suchovská Tchéquie 23 s 16            | Zlatka Georgieva Bulgarie 23 s 40        |
| 400 m            | Grit Breuer Allemagne 50 s 81           | Olga Kotlyarova Russie 51 s 70              | Tatyana Chebykina Russie 51 s 71         |
| 800 m            | Patricia Djaté France 2 min 01 s 71     | Stella Jongmans Pays-Bas 2 min 01 s 88      | Svetlana Masterkova Russie 2 min 02 s 61 |
| 1 500 m          | Carla Sacramento Portugal 4 min 08 s 95 | Yekaterina Podkopayeva Russie 4 min 09 s 65 | Małgorzata Rydz Pologne 4 min 10 s 50    |
| 3 000 m          | Fernanda Ribeiro Portugal 8 min 39 s 48 | Sara Wedlund Suède 8 min 50 s 32            | Marta Domínguez Espagne 8 min 53 s 34    |
| 60 mètres haies  | Patricia Girard-Léno France 7 s 89      | Brigita Bukovec Slovénie 7 s 90             | Monique Tourret France 8 s 09            |
| Saut en hauteur  | Alina Astafei Allemagne 1,98 m          | Níki Bakoyiánni Grèce 1,96 m                | Olga Bolşova Moldavie 1,94 m             |
| Saut à la perche | Vala Flosadóttir Islande 4,16 m         | Christine Adams Allemagne 4,05 m            | Gabriela Mihalcea Roumanie 4,05 m        |
| Saut en longueur | Renata Nielsen Danemark 6,76 m          | Yelena Sinchukova Russie 6,75 m             | Claudia Gerhardt Allemagne 6,74 m        |
| Triple saut      | Iva Prandzheva Bulgarie 14,54 m         | Šárka Kašpárková Tchéquie 14,50 m           | Ólga Vasdéki Grèce 14,30 m               |
| Lancer du poids  | Astrid Kumbernuss Allemagne 19,79 m     | Irina Khudoroshkina Russie \|19,07 m        | Valentina Fedyushina Ukraine 18,90 m     |
| Pentathlon       | Yelena Lebedenko Russie 4685 points     | Urszula Włodarczyk Pologne 4597 points      | Irina Vostrikova Russie 4545 points      |

## Tableau des médailles
| Rang | Nation      | Or | Argent | Bronze | Total |
| ---- | ----------- | -- | ------ | ------ | ----- |
| 1    | Allemagne   | 4  | 2      | 2      | 8     |
| 2    | Espagne     | 4  | 0      | 1      | 5     |
| 3    | France      | 2  | 2      | 2      | 6     |
| 4    | Lettonie    | 2  | 1      | 0      | 3     |
| 5    | Portugal    | 2  | 0      | 0      | 2     |
| 6    | Russie      | 1  | 6      | 4      | 11    |
| 7    | Royaume-Uni | 1  | 3      | 0      | 4     |
| 8    | Grèce       | 1  | 2      | 3      | 6     |
| 9    | Suède       | 1  | 1      | 2      | 4     |
| 10   | Italie      | 1  | 1      | 1      | 3     |
| 10   | Belgique    | 1  | 1      | 1      | 3     |
| 12   | Bulgarie    | 1  | 0      | 1      | 2     |
| 12   | Islande     | 1  | 0      | 1      | 2     |
| 14   | Yougoslavie | 1  | 0      | 0      | 1     |
| 14   | Estonie     | 1  | 0      | 0      | 1     |
| 14   | Biélorussie | 1  | 0      | 0      | 1     |
| 14   | Danemark    | 1  | 0      | 0      | 1     |
| 18   | Tchéquie    | 0  | 3      | 0      | 3     |
| 19   | Pologne     | 0  | 1      | 2      | 3     |
| 20   | Slovénie    | 0  | 1      | 1      | 2     |
| 20   | Roumanie    | 0  | 1      | 1      | 2     |
| 22   | Pays-Bas    | 0  | 1      | 0      | 1     |
| 23   | Norvège     | 0  | 0      | 1      | 1     |
| 23   | Moldavie    | 0  | 0      | 1      | 1     |
| 23   | Ukraine     | 0  | 0      | 1      | 1     |
| 23   | Arménie     | 0  | 0      | 1      | 1     |